# بطولة الأمم الست للسيدات 2019
بطولة الأمم الست للسيدات 2019 (بالفرنسية: Tournoi des Six Nations féminin 2019)‏ هو الموسم 24 من  بطولة الأمم الست للسيدات. أقيم خلال الفترة 1 فبراير 2019 وحتى 17 مارس 2019، وكان عدد الأندية المشاركة فيه  6، وفاز فيه منتخب إنجلترا الوطني لاتحاد الرغبي للسيدات.